# 趙芬
趙 芬（ちょう ふん、生没年不詳）は、中国の西魏から隋にかけての政治家。字は士茂。本貫は天水郡上邽県。高祖父は趙逸。曾祖父は趙琰。祖父は趙煦（字は賓育）。父は趙脩演。父の姉妹は裴良の妻。

## 経歴
趙脩演の子として生まれた。若いころから機知に富み、経書や史書を渉猟した。宇文泰に召されて相府鎧曹参軍となり、記室を経て、熊州刺史に累進した。2000戸を帰順させ、開府儀同三司の位を加えられた。大冢宰宇文護に召されて中外府掾となり、まもなく吏部下大夫に転じた。北周の武帝が親政を開始すると、内史下大夫の位を受け、少御正に転じた。後に司会となった。申国公李穆が北斉を討つと、召されて行軍長史となり、淮安県男に封ぜられた。また淅州刺史として出向し、東京小宗伯に転じ、洛陽に駐屯した。
580年、楊堅が北周の丞相となると、尉遅迥と司馬消難が叛乱を計画して使者を往来させたが、趙芬はこれを察知して、ひそかに楊堅に報告した。このため楊堅に親任され、東京左僕射に転じ、爵位は郡公に進んだ。581年、隋が建国されると、尚書左僕射に任ぜられ、郢国公王誼とともに律令の改正にあたった。内史令を兼ねた。蒲州刺史に転出し、金紫光禄大夫の位を加えられ、関東の運河の交通を監督した。数年後、上表して隠退を願い出ると、長安に召還された。数年後、死去した。

## 子女
- 趙元恪（後嗣。揚州総管司馬。候衛長史に左遷された）
- 趙元楷（歴陽郡丞、江都郡丞兼江都宮使）

## 伝記資料
- 『隋書』巻四十六 列伝第十一
- 『北史』巻七十五 列伝第六十三
- 趙芬残碑